# Sardinier

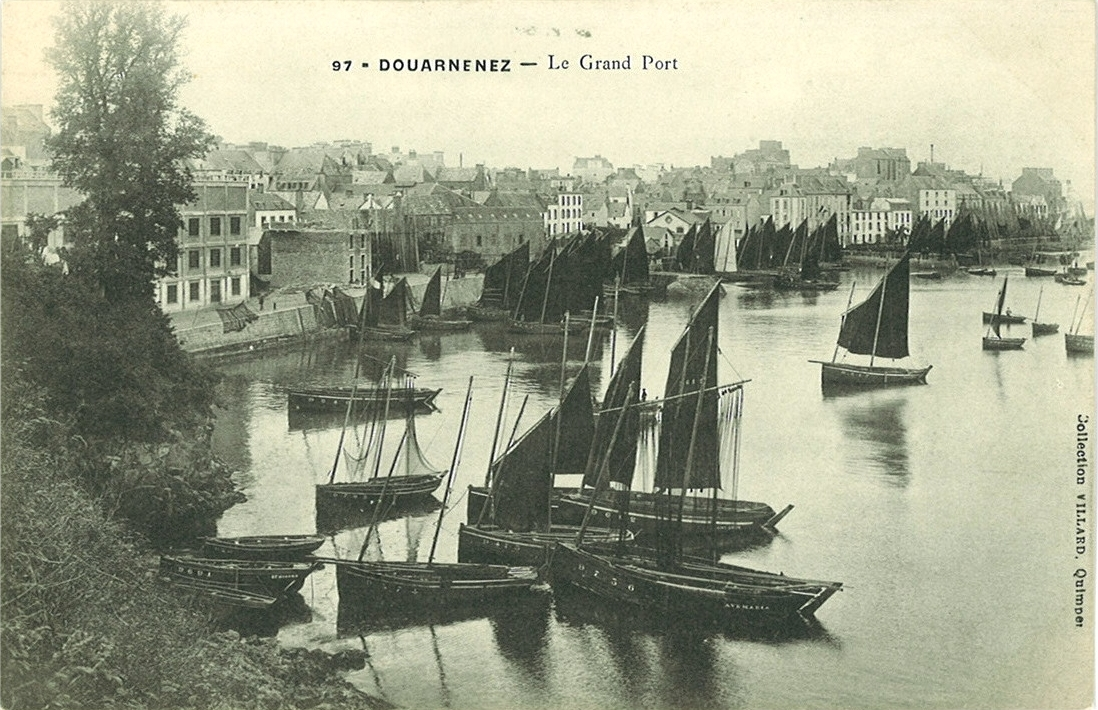
Chaloupes sardinières dans le port de Douarnenez (Finistère, France) vers 1900.

Le sardinier est un bateau de  pêche spécialisé dans la capture de la sardine — Alosa sardina pilchardus (Walbaum). En Bretagne, des ports comme Douarnenez, Concarneau, l'Île-Tudy, etc. ont connu leur heure de gloire vers la fin du XIXe siècle. Mais les zones de pêche en Atlantique s'étendent de la Cornouailles à la péninsule Ibérique et aux côtes du Maroc.

## Description
Auguste Dupouy décrit en ces termes les sardiniers en 1920 : « Le bateau sardinier, dénommé chaloupe ou canot selon la forme arrondie ou plane de l'arrière (...) mesure à peine trente pieds (...) ; il n'est pas ponté, il n'offre aucun confort, il n'a ni cambuse ni couchette, n'est aménagé que pour le poisson, les agrès, la manœuvre et il faut avoir l'endurance bretonne pour se résigner à y passer les nuits. (...) On part à 2 ou 3 heures du matin, de façon à être en action au point du jour. (...) L'équipage est de cinq ou six hommes et d'un mousse ».

## Histoire
La pêche à la sardine se pratique en France d'avril à novembre. 

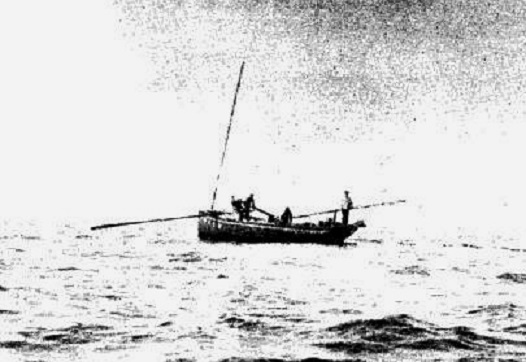
Bateau sardinier en pêche près de l'Île de Sein vers 1904.

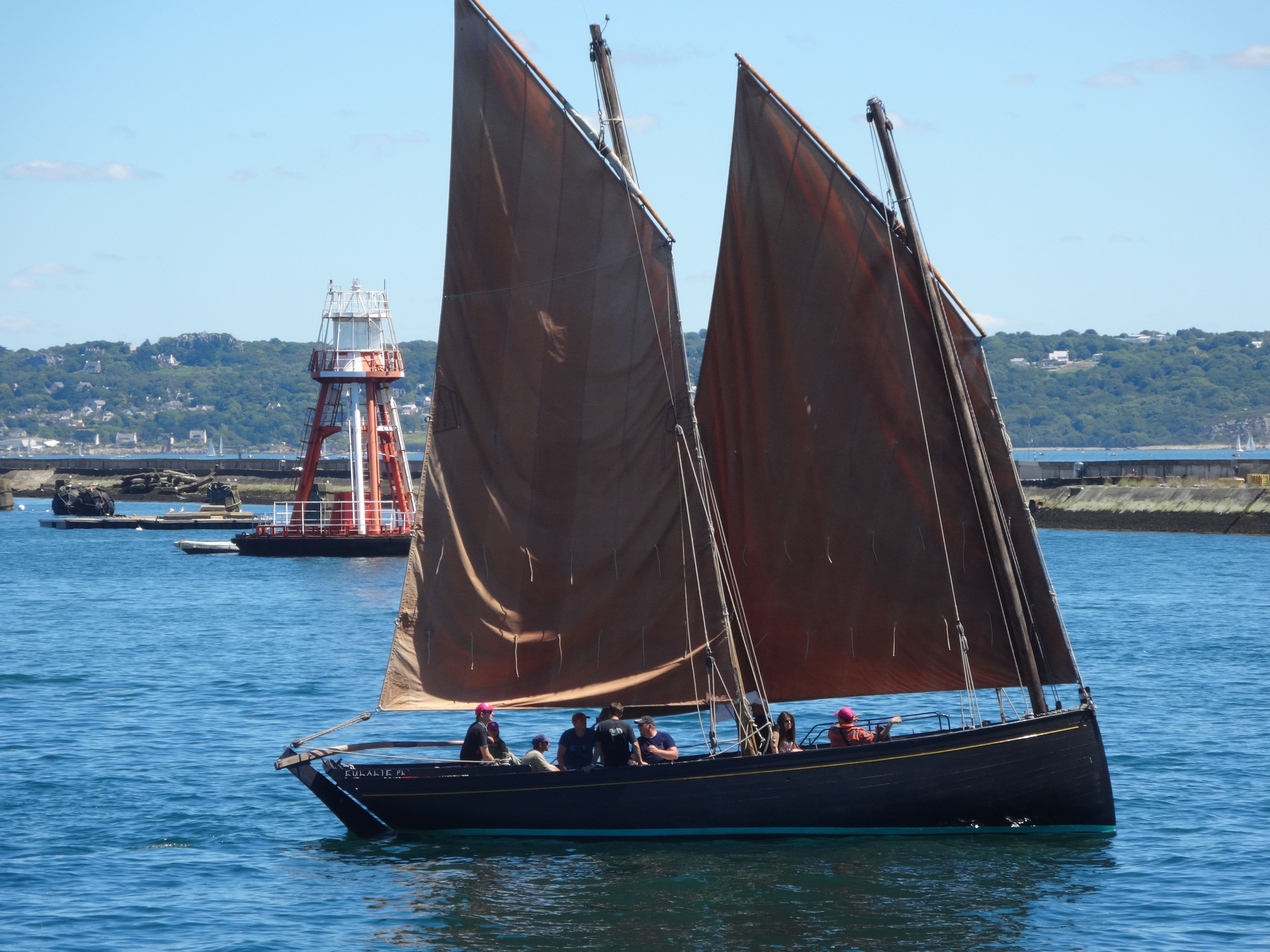
Eulalie, réplique de chaloupe sardinière originaire de Douarnenez, armée à la promenade en mer, aux Fêtes maritimes de Brest.

Le sardinier du début du XXe siècle, bien que de conception variable selon le lieu, est une chaloupe d'une dizaine de mètres, jaugeant trois tonneaux, (on le nomme parfois pinasse), gréé de deux mâts à pible : un grand mât et un mât de misaine. Le grand mât porte une voile au tiers appelée taillevent. 
Ces bateaux marchent à la voile pour se rendre sur les lieux de pêche, puis à l'aviron pour la pêche.
En 1900 10.000 pêcheurs poursuivent la sardine en France. Le principal port sardinier, Douarnenez, abrite plus de 800 chaloupes.

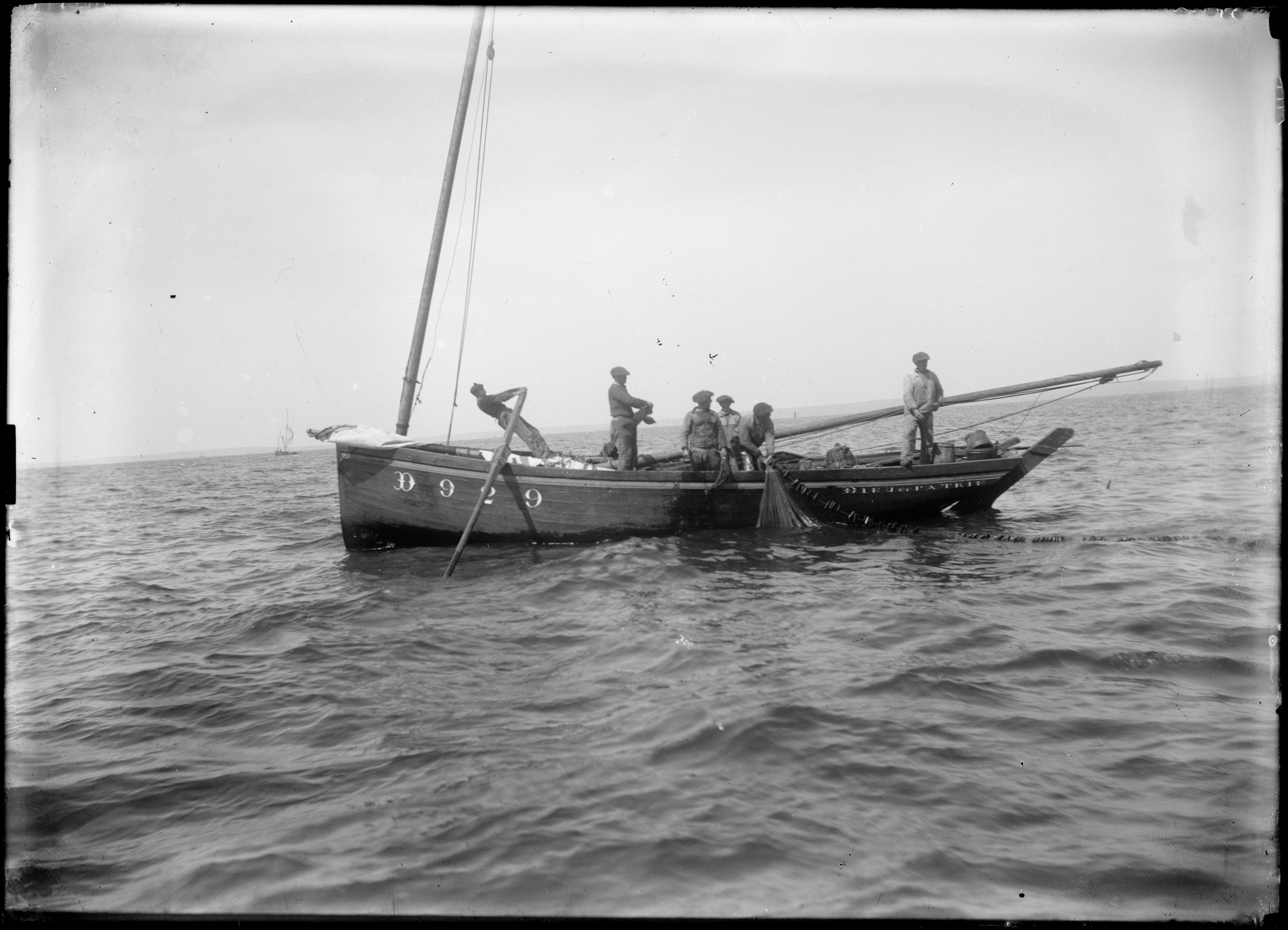
Bateau sardinier près de l'île de Sein, début du XXe siècle

Par la suite la pêche se fera à partir de cotres sardiniers, bateaux utilisés pour se déplacer sur les lieux de pêche ; celle-ci se faisant à l'aviron sur une annexe.
Les pêcheurs utilisent un filet droit long d'environ 45 m et de 10 m de chute. La sardine se pêche alors en appâtant avec de la rogue (œufs de morue salés).
De nouvelles techniques de pêche apparaissent avec l'utilisation des filets tournants et des sennes (senne Belot, senne Erraud, senne Guézennec). Sous la pression des pêcheurs bretons partisans de l'usage du seul filet droit, au nom de l'adage  « Pêcher peu pour vendre cher », les décrets restrictifs, puis prohibitifs, des 4 avril et 28 octobre 1882, du 13 juin 1884 et du 21 juin 1888 interdisent progressivement les nouveaux filets. Ces mesures de protection de la ressource sont soutenues par les élus locaux tels les députés Le Bail et Hémon. 
La prohibition de 1888 visait la seule pêche à la sardine. Elle est étendue par le décret du 8 juin 1912. La conséquence en est le déclin de la pêche et de l'industrie sardinière française au profit de leurs concurrents espagnols et portugais. 
L'utilisation du filet tournant, la bolinche ou senne, sonnera le glas de la pêche au filet droit et de la pêche à la sardine en général sur les côtes bretonnes.

## Répliques

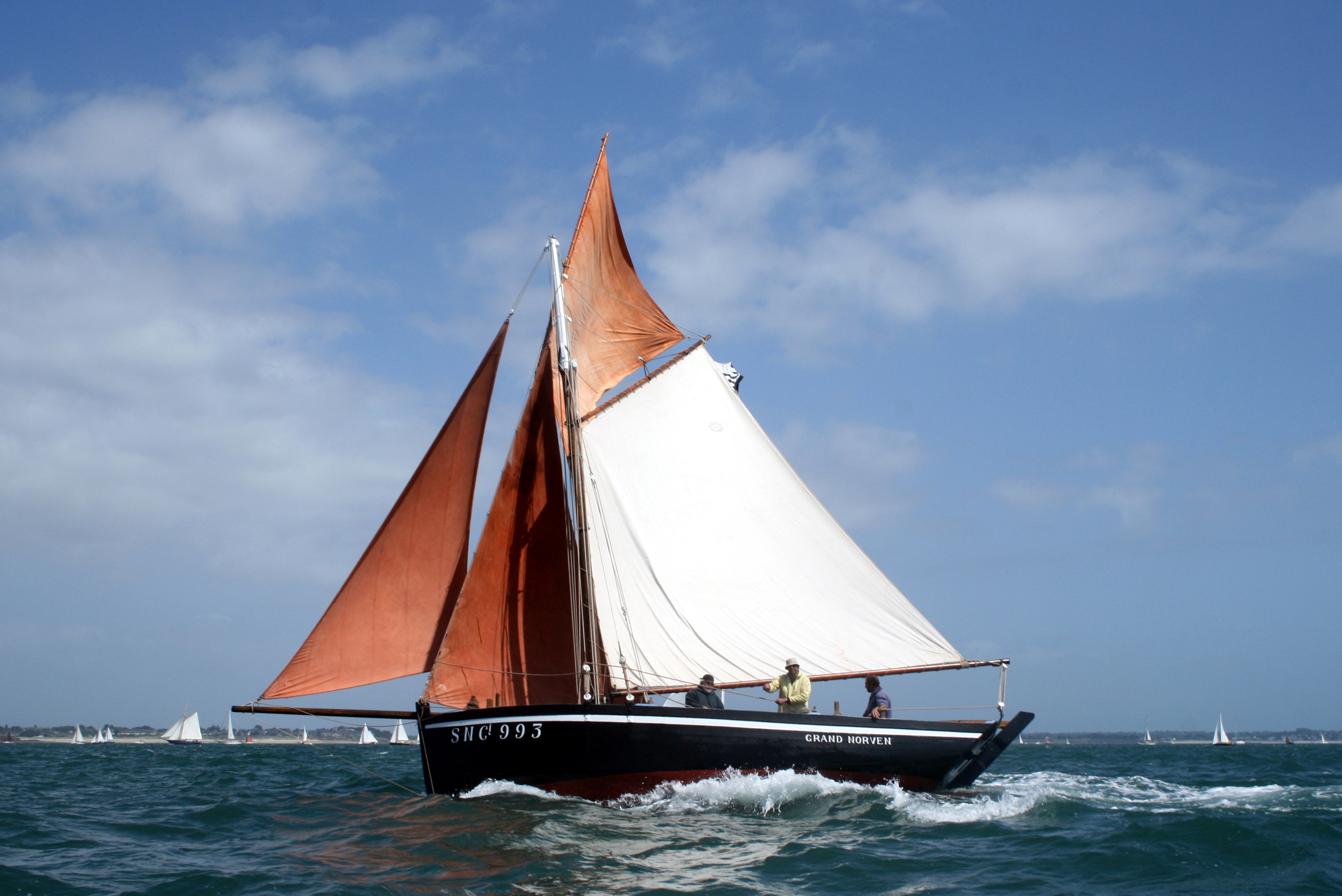
Le sloop sardinier Grand Norven de Piriac-sur-Mer.

Des répliques de sardiniers ont été construites en France.
Parmi celles-ci les bateaux de l'association Treizour (Telenn-Mor et Joséphine), Eulalie, Grand Norven, Marche-Avec, Poulligwen, etc.

## Tableaux

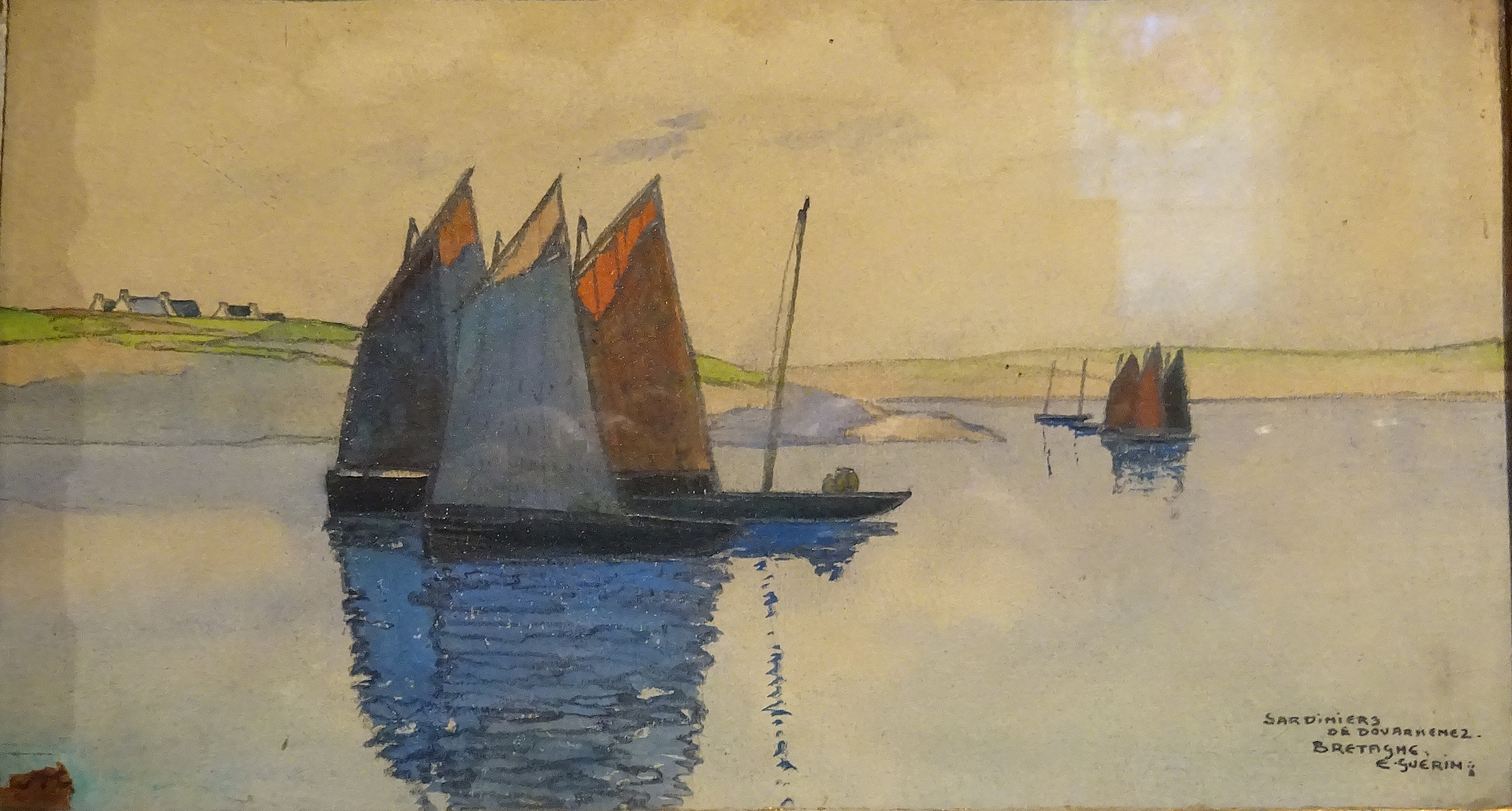
Ernest Guérin ː Sardiniers de Douarnenez (mine de plomb, aquarelle et gouache sur papier, non daté).